# リッチスクエア (ノースカロライナ州)

リッチスクエア（英: Rich Square）は、アメリカ合衆国ノースカロライナ州ノーサンプトン郡の町である。人口は2010年国勢調査時点で958人。ノースカロライナ州ロアノークラピッズ小都市統計地域に属する。

## 歴史
リッチスクエアは1869年に自治体となったノーサンプトン郡で最も古い町である。「リッチスクエア」という町名は記録に残る範囲で最初に行われた土地購入が由来で、1717年3月9日に肥沃（リッチ）な農地1スクエアマイル（1 mi2 = 640 ac = 2.59 km2）が現在の町の境界内で購入されたことによる。町内・近郊のデューク＝ローレンス・ハウスとエッジウッド（ホロマン＝アウトランド・ハウスとしても知られる）は、アメリカ合衆国国家歴史登録財に登録されている。

## 地理
リッチスクエアは北緯36度16分24秒 西経77度17分3秒 / 北緯36.27333度 西経77.28417度 (36.273267, -77.284132)に位置する。
アメリカ合衆国国勢調査局によると、町の総面積は2.8 mi2（7.3 km2）で、全域が陸地である。

## 人口動態
以下は2000年の国勢調査による人口統計データである。
| 基礎データ - 人口: 931 人 - 世帯数: 395 世帯 - 家族数: 259 家族 - 人口密度: 127.5人/km2（330.6 人/mi2） - 住居数: 441 軒 - 住居密度: 60.4軒/km2（156.6 軒/mi2） 人種別人口構成 - 白人: 42.75% - アフリカン・アメリカン: 55.85% - ネイティブ・アメリカン: 0.32% - その他の人種: 0.54% - 混血: 0.54% - ヒスパニック・ラテン系: 1.07% | 年齢別人口構成 - 18歳未満: 22.4% - 18-24歳: 5.9% - 25-44歳: 24.8% - 45-64歳: 26.3% - 65歳以上: 20.5% - 年齢の中央値: 43歳 - 性比（女性100人あたり男性の人口） - 総人口: 79.4 - 18歳以上: 71.5 世帯と家族（対世帯数） - 18歳未満の子供がいる: 24.8% - 結婚・同居している夫婦: 45.1% - 未婚・離婚・死別女性が世帯主: 16.7% - 非家族世帯: 34.2% - 単身世帯: 31.4% - 65歳以上の老人1人暮らし: 16.2% - 平均構成人数 - 世帯: 2.36人 - 家族: 2.95人 | 収入と家計 - 収入の中央値 - 世帯: 22,656米ドル - 家族: 30,000米ドル - 性別 - 男性: 27,083米ドル - 女性: 19,135米ドル - 人口1人あたり収入: 13,079米ドル - 貧困線以下 - 対人口: 19.0% - 対家族数: 15.5% - 18歳未満:21.3% - 65歳以上:22.2% |

## 著名な出身者
- ウォルター・ブーマー大将 - 元アメリカ海兵隊大将・副司令官。
- ミルズ・ダーデン - 人類史上最も巨大だった人物の一人とされている。
- ジョージ・ホロマン - アメリカ陸軍航空隊のアビオニクス先駆者。ニューメキシコ州のホロマン空軍基地はその名誉を称えて命名された。
- チャールズ・ジェンキンス - アメリカ陸軍脱走兵、北朝鮮による拉致被害者曽我ひとみの夫。
- スチュー・マーティン - 元メジャーリーグベースボール選手（1936年～1943年）。
- シェリア・モーゼス - 小説家。